# Amenia
Pour les articles homonymes, voir Amenia (homonymie).
La ville d’Amenia (en anglais [əˈmiːniə]) est située dans le comté de Cass, dans l’État du Dakota du Nord, aux États-Unis. Elle comptait 94 habitants lors du recensement de 2010.

## Histoire
Amenia a été fondée en 1880.

## Démographie
| 1930 | 1940 | 1950 | 1960 | 1970 | 1980 |
| ---- | ---- | ---- | ---- | ---- | ---- |
| 90   | 104  | 127  | 117  | 80   | 93   |

| 1990 | 2000 | 2010 | - | - | - |
| ---- | ---- | ---- | - | - | - |
| 82   | 89   | 94   | - | - | - |

## Source
- (en) Cet article est partiellement ou en totalité issu de l’article de Wikipédia en anglais intitulé « Amenia, North Dakota » (voir la liste des auteurs).

1. ↑  (en) « Statistiques des États-Unis - Dakota du nord - Profils des comtés de 2010 » (consulté en juin 2021)